# Martinskirche (Ilanz)

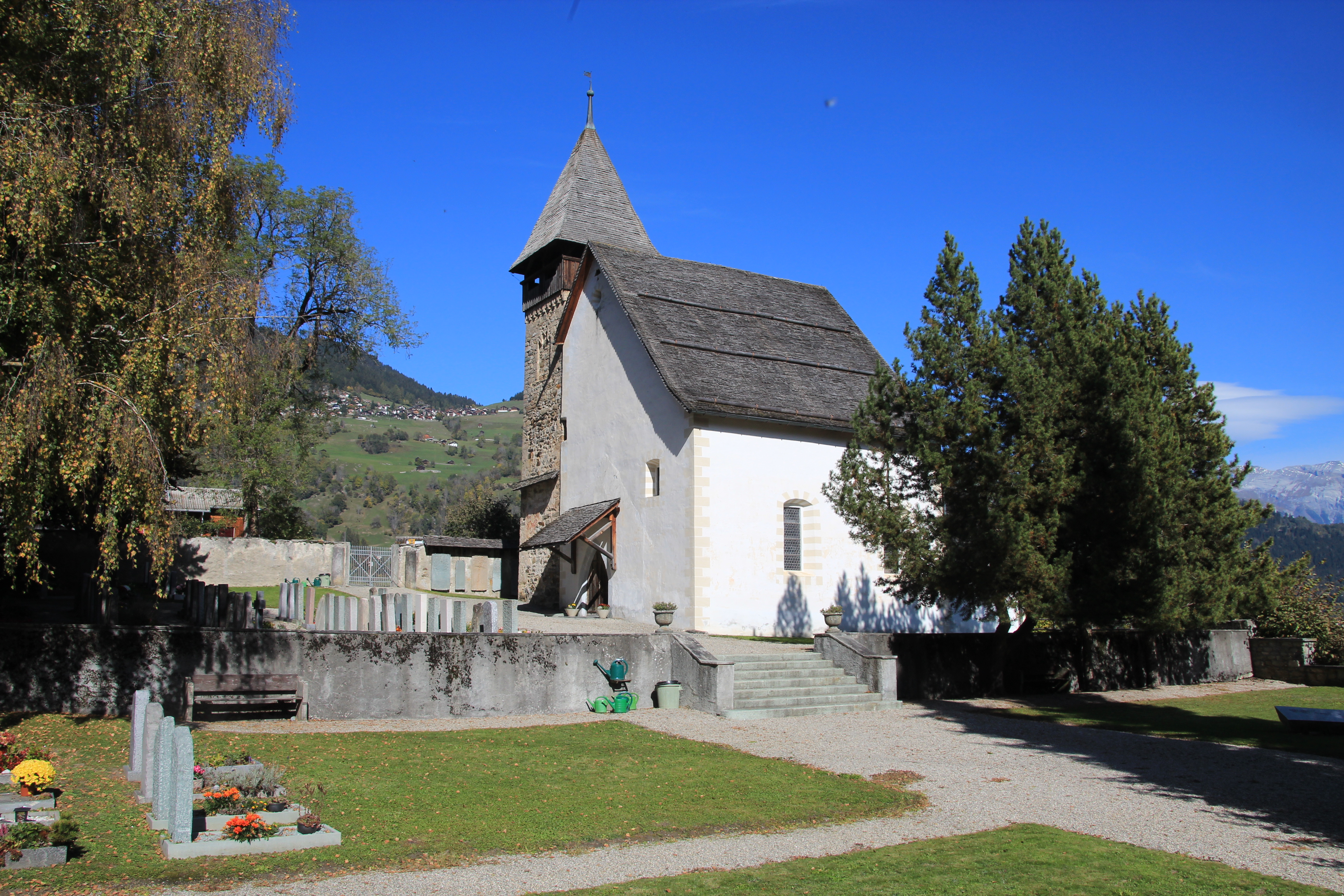
Kirche St. Martin

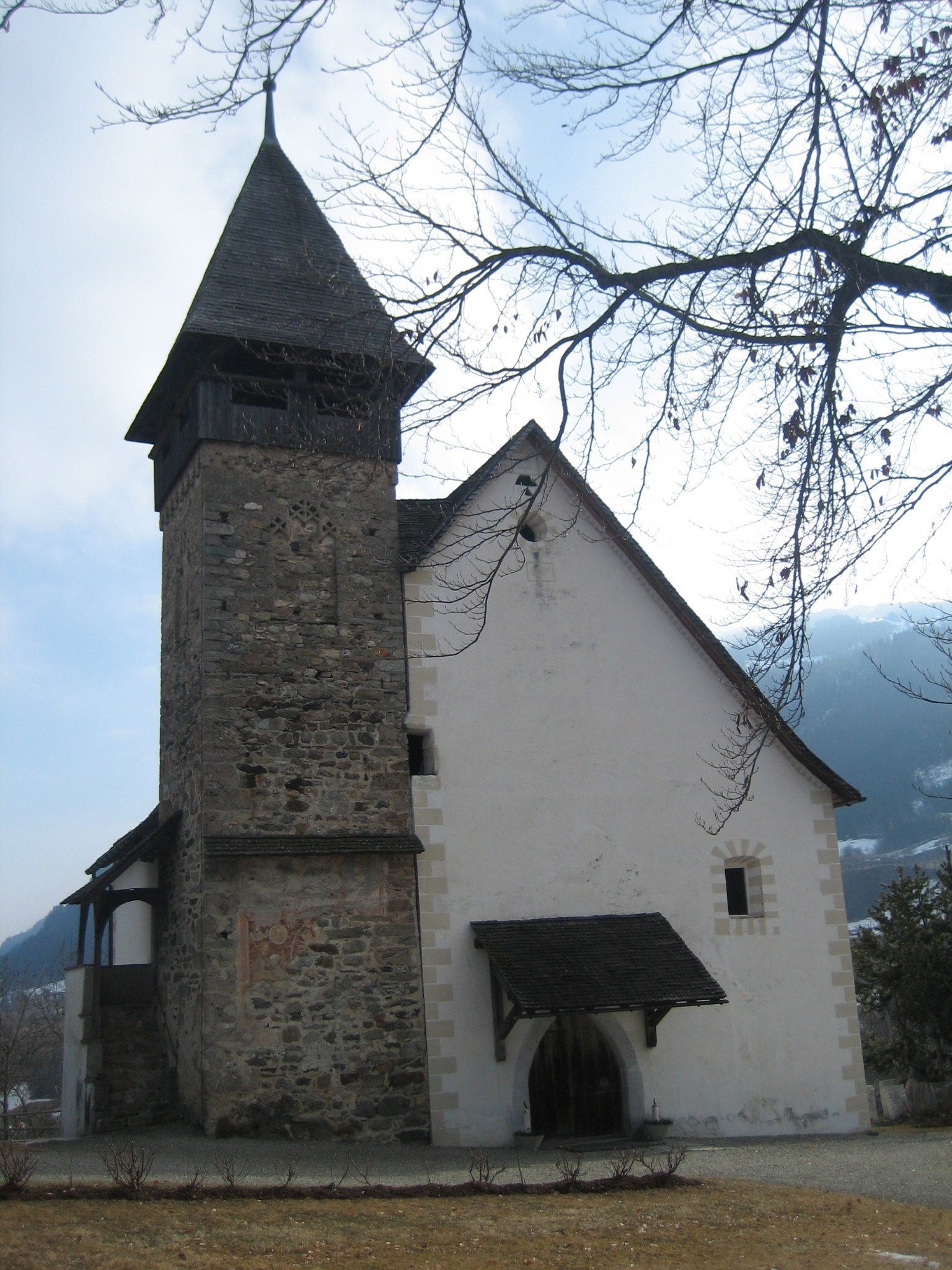
Eingangspartie

Die Kirche von Sankt Martin liegt oberhalb von Ilanz im ehemaligen Ober-Ilanz an der Strasse ins Lugnez im schweizerischen Kanton Graubünden. Sie ist dem heiligen Martin geweiht.

## Geschichte
Die Kirche wird erstmals im Testament des Bischofs Tello im Jahr 765 erwähnt. In einem karolingischen Urbar von etwa 831 erscheint sie als Besitz des Königs und ist mit dem Recht ausgestattet, den Zehnten einzuziehen.
In einem Indulgenzbrief von 1300 wird sie als teilweise zerfallen bezeichnet. 1460 und 1465 werden Ablässe zugunsten des Marienaltars der Martinskirche und der dortigen Liebfrauenbruderschaft ausgestellt. 1500 wurde die Kirche mit vier Altären neu geweiht. Bis zur Reformation blieb sie Pfarrkirche, doch hatte die Stadtkirche St. Margrethen im Zentrum von Ilanz bereits 1438 einen eigenen Friedhof.
Anlässlich einer Restauration von 1951 bis 1952 und von 1986 bis 1990 ergaben archäologische Untersuchungen eine komplizierte Baugeschichte der Kirche: Die Kirche war ein im 7. Jahrhundert ein kleiner Saalbau, der vor 1200 nach Westen erweitert wurde. Nach einem Brand im zu Beginn des 14. Jahrhunderts wurde der Chor in Form eines sich nach Osten verbreiternden Rechtecks erweitert. Nach einem erneuten Brand um 1400 wurde der Bau durch den Anbau zweier Seitenschiffe zu einer kreuzförmigen Anlage ausgebaut. Die Säulenschäfte der ehemaligen Querhausarkaden sind heute beidseits des Friedhoftores aufgestellt. 1448 wurde unter dem Chor eine Gruft (Beinhaus) eingebaut, in das hinter dem Altar eine Treppe hinunterführt.
Der Ausbau zur heutigen Anlage erfolgte 1662–63 durch den Abbruch der Säulenarkaden und einer Erweiterung des Chors. Auch neue Fenster wurden damals eingebaut.
Seit 1952 ist St. Martin mit angrenzendem Friedhof Eigentum der Stadt Ilanz. Die paritätische Kirche wird sporadisch von der reformierten und der katholischen Kirchgemeinde genutzt.

## Anlage
Über dem saalförmiges Schiff, das in der Länge 3,5 m weniger misst als in der Breite und dem Chor mit den seitlichen Kapellen erheben sich abgestufte Satteldächer. Die Eckquader aus Tuff stammen aus der Zeit um 1663. In die Nordwestecke eingebaut ist der zu Beginn des 13. Jahrhunderts errichtete Turm, 1448 wurde er erhöht. Im unteren Teil ist er steinsichtig verputzt (Rasa Pietra), der obere Teil besteht aus unverputztem Mauerwerk. Der Turm wird abgeschlossen von einer gezimmerten offenen Glockenstube und einem hölzernen Zeltdach.
An der westlichen Turmwand finden sich Malereifragmente in zwei Schichten: Um 1400 vom Mistailer Meister eine Vision des heiligen Luzius; darüber ein Fragment zweier Heiliger aus der Zeit vor 1400. Im Scheitel der östlichen Chorwand sind Fragmente einer Marienkrönung des Waltensburger Meisters um 1330 und von einem Jüngsten Gericht an der westlichen Schiffswand, sie sind durch die rekonstruierte Rückempore teilweise verdeckt. An der nördlichen Aussenmauer des Schiffs finden sich eine Beweinung und eine Ölbergszene aus der ersten Hälfte des 15. Jahrhunderts.
Das spitzbogige Eingangsportal mit spätgotischer Holztür stammt aus dem 15. Jahrhundert. Die in gestrecktem Bogen gewölbte Leistendecke im Schiff und die kreuzgratgewölbten Seitenkapellen stammen aus der Zeit um 1663, das Sterngewölbe im Chor von 1448. Die Familienstühle (gleichzeitig Kanzel) stammen aus 1664, der Pfarrstuhl von 1691. Im Inneren der Kirche und an der nördlichen Friedhofsmauer hängen zahlreiche Grabplatten mit Wappen von Ilanzer Familien aus dem 17. und 18. Jahrhundert wie der Grüneck und Castelberg. Die Glocken mit Wappen und Inschriften stammen aus dem 14. Jahrhundert.

## Orgel
In der Kirche befindet sich eine Orgel, die 1990 von der Orgelbau Felsberg gebaut wurde. Sie verfügt über sieben Register auf einem Manual und Pedal.

## Galerie

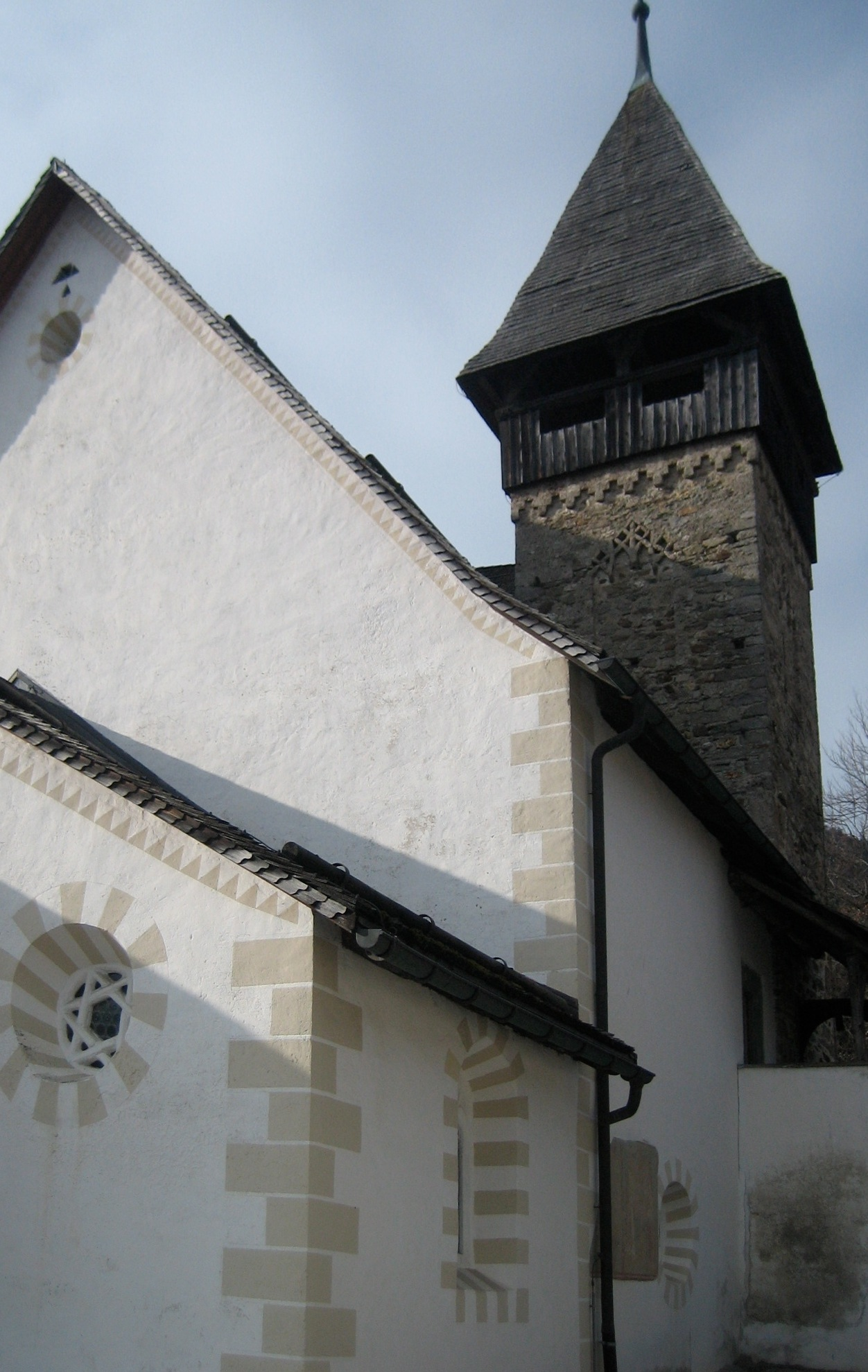
Rückseite
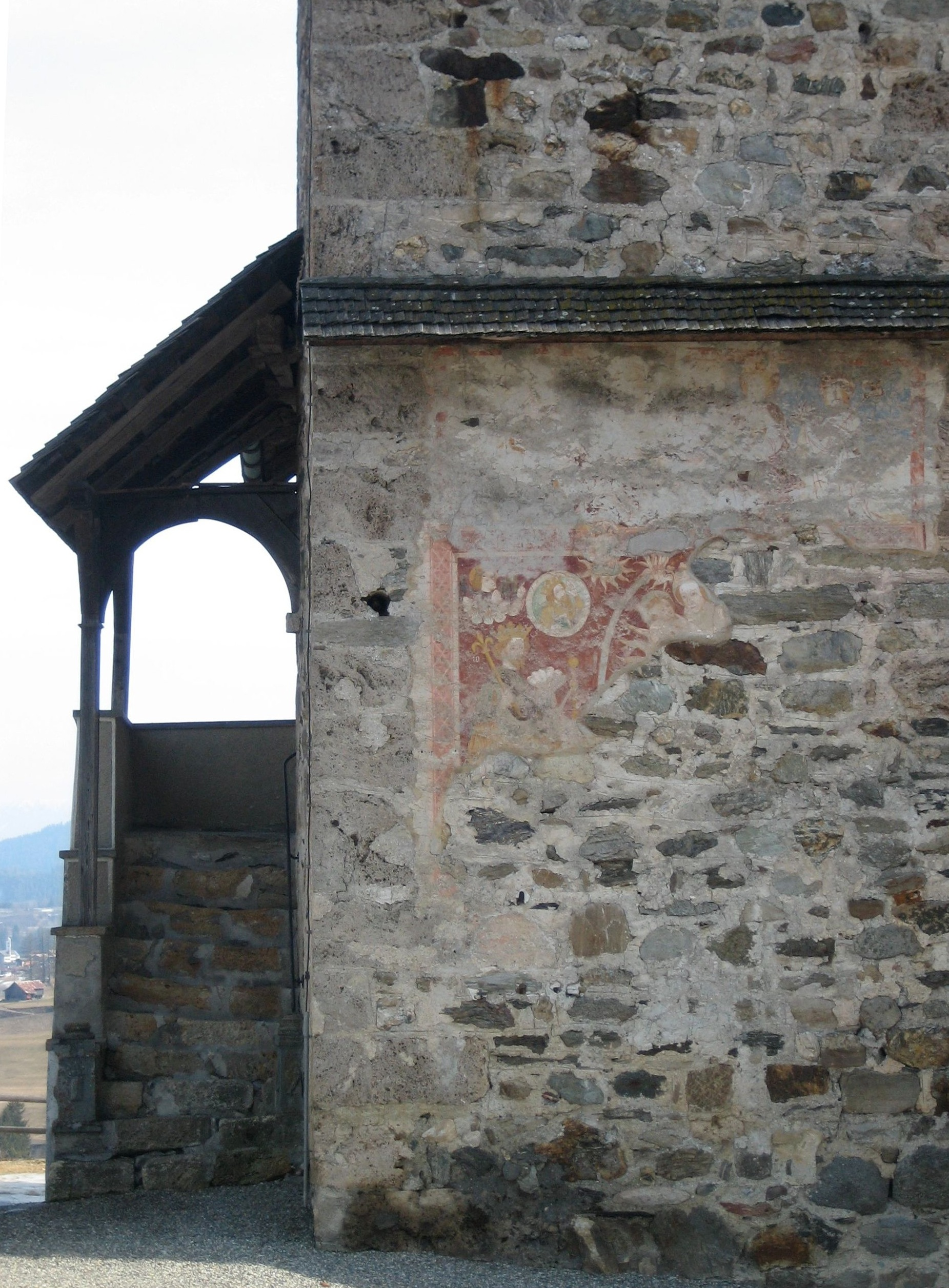
Westseite des Turms
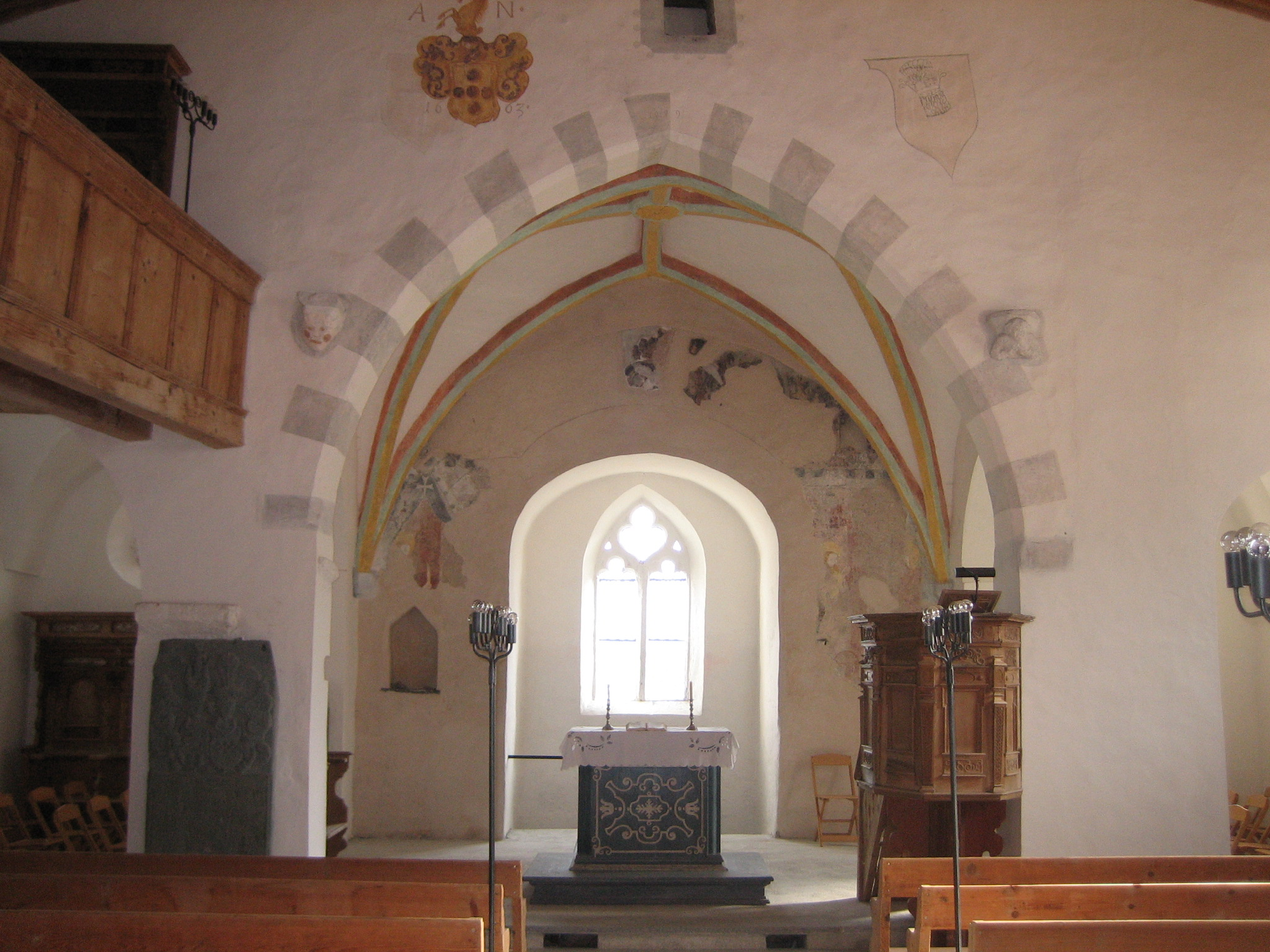
Innenraum
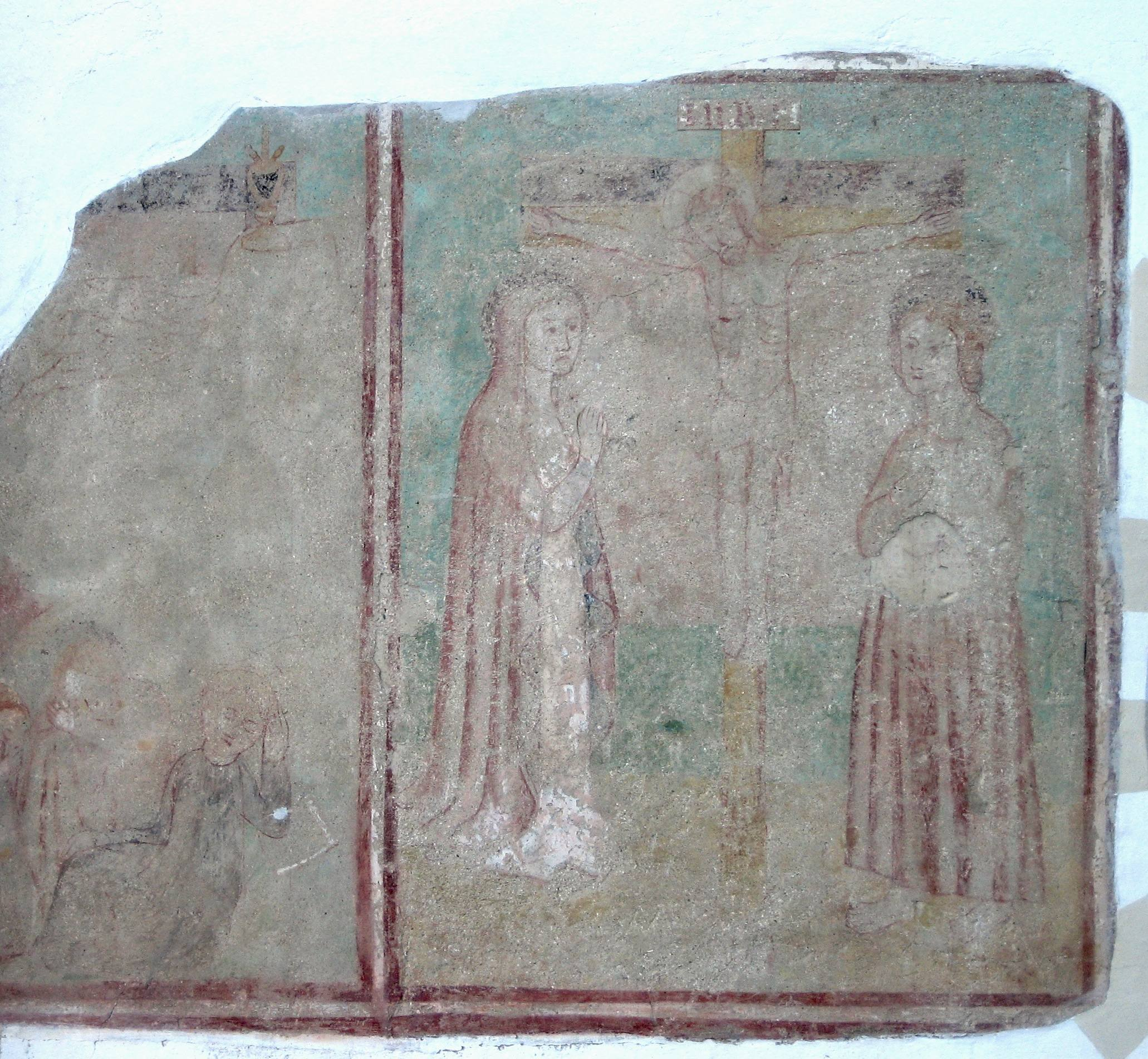
Beweinungszene an der nördlichen Aussenmauer

## Nachweise
1. ↑  Evangelisch-Reformierte Kirchgemeinde Ilanz: Über uns, Wer wir sind
2. ↑  Orgelverzeichnis Schweiz und Liechtenstein: Paritätische Kirche St. Martin Ilanz GR

Koordinaten: 46° 46′ 2″ N, 9° 12′ 6″ O; CH1903: 734661 / 181073